# Grand Prix de la Ville de Lillers 2005
Il Grand Prix de la Ville de Lillers 2005, quarantunesima edizione della corsa e valido come evento dell'UCI Europe Tour 2005 categoria 1.2, si svolse il 6 marzo 2005 su un percorso totale di circa 153 km. Fu vinto dal belga Johan Coenen che terminò la gara in 3h36'21", alla media di 42,43 km/h.

## Ordine d'arrivo (Top 10)
| Pos. | Corridore          | Squadra        | Tempo    |
| ---- | ------------------ | -------------- | -------- |
| 1    | Johan Coenen       | Mr Bookmaker   | 3h36'21" |
| 2    | David Boucher      | Mr Bookmaker   | s.t.     |
| 3    | Vytautas Kaupas    | Jartazi        | s.t.     |
| 4    | Mathieu Heijboer   | Rabobank Cont. | s.t.     |
| 5    | Marc de Maar       | Rabobank Cont. | s.t.     |
| 6    | Erwin Thijs        | Mr Bookmaker   | a 7"     |
| 7    | Stéphane Barthe    | Oddass Diem.   | a 31"    |
| 8    | Tom Stamsnijder    | Rabobank Cont. | a 1'07"  |
| 9    | Jos Pronk          | Eurogifts.com  | s.t.     |
| 10   | Stefan Kupfernagel | Team Lamonta   | s.t.     |